# Хамза Джелассі
Хамза Джелассі (араб. حمزة الجلاصي, нар. 29 вересня 1991, Туніс) — туніський футболіст, захисник, півзахисник клубу «Етюаль дю Сахель» та національної збірної Тунісу.
Виступав також за клуб «Сфаксьєн».
Володар Кубка Тунісу. Володар Суперкубка Тунісу.

## Клубна кар'єра
У дорослому футболі дебютував 2011 року виступами за команду «Джендуба Спорт», у якій провів один сезон. 
Згодом з 2012 по 2018 рік грав у складі команд «Олімпік» (Бежа), «Стад Габезьєн», «Бізертен» та «Іттіхад» (Танжер).
Своєю грою за останню команду привернув увагу представників тренерського штабу клубу «Сфаксьєн», до складу якого приєднався 2018 року. Відіграв за сфакську команду наступні три сезони своєї ігрової кар'єри.
Протягом 2021—2023 років захищав кольори клубів «Монастір» та «Аль-Аглі» (Бенгазі).
До складу клубу «Етюаль дю Сахель» приєднався 2023 року. Станом на 31 грудня 2023 року відіграв за суську команду 24 матчі в національному чемпіонаті.

## Виступи за збірну
У 2019 році дебютував в офіційних матчах у складі національної збірної Тунісу.
У складі збірної був учасником Кубка африканських націй 2021 року у Кот-д'Івуарі.
| Дата       | Місто    | Господарі     | Результат          | Гості    | Турнір            | Голи | Примітки |
| ---------- | -------- | ------------- | ------------------ | -------- | ----------------- | ---- | -------- |
| 21-9-2019  | Радес    | Туніс         | 1 – 0              | Лівія    | Qual. CHAN 2020   | -    |          |
| 20-10-2019 | Сале     | Лівія         | 1 – 2              | Туніс    | Qual. CHAN 2020   | -    |          |
| 21-11-2023 | Блантайр | Малаві        | 0 – 1              | Туніс    | Відбір до ЧС 2026 | -    | 90+2'    |
| 23-3-2024  | Каїр     | Туніс         | 0 – 0 (4 – 5 п.п.) | Хорватія | товариський матч  | -    |          |
| 26-3-2024  | Каїр     | Нова Зеландія | 0 – 0 (2 – 4 п.п.) | Туніс    | товариський матч  | -    | 46'      |
| Усього     |          | Матчів        | 5                  |          | Голів             | 0    |          |

## Титули і досягнення
- Володар Кубка Тунісу (1):

«Сфаксьєн»: 2018-2019
- Володар Суперкубка Тунісу (1):

«Монастір»: 2020